# Simpang Raya
Simpang Raya is een bestuurslaag in het regentschap Simalungun van de provincie Noord-Sumatra, Indonesië. Simpang Raya telt 964 inwoners (volkstelling 2010).